# Ferdinand Arnošt z Valdštejna

Erb Valdštejnů

Ferdinand Arnošt hrabě z Valdštejna (kolem 1622 Vídeň? – mezi 20.–21. květnem 1656 Praha) byl český šlechtic, zakladatel druhého pokračování mnichovohradištské větve rodu Valdštejnů. Zastával dvorské a posléze nejvyšší zemské úřady, kariéru završil jako nejvyšší zemský komorník Českého království.

## Život
Narodil se přesně nezjištěného roku jako druhorozený syn Maxmiliána z Valdštejna (před 1600–1655), povýšeného roku 1628 do hraběcího stavu, z prvního manželství s Kateřinou Barborou, hraběnkou z Harrachu (1599–1640), kteří uzavřeli sňatek roku 1618 a žili střídavě v Praze a ve Vídni. Absolvoval malostranské gymnázium jezuitů a pokračoval studiem filozofie a práv na pražské univerzitě. Vzhledem ke zdravotním potížím nejstaršího syna Albrechta Leopolda byl otcem brzy pověřován různými úředními úkoly a byl určen po jeho smrti převzít valdštejnské dominium.
Slibnou kariéru zahájil jako císařský dvorní rada roku 1643, pravděpodobně až po dovršení plnoletosti, tj. v 21 letech. Tehdy také dostal od otce panství Zvířetice a Valečov, k nimž přikoupil Kněžmost. V letech 1646–1648 vystupoval po boku Georga von Plettenberg jako zástupce císaře Ferdinanda III. na mírových jednáních třicetileté války ve vestfálském Münsteru a v Osnabrücku, misi spojil s pozdní kavalírskou cestou po severním Německu. Po skončení mírových jednání se zúčastnil jednání bavorského sněmu ve Wasserburgu. Během krátké bohaté kariéry zastával tyto úřady: od 1650 přísedící českého zemského soudu, 1650–1651 prezident rady nad apelacemi, 1651–1652 nejvyšší zemský sudí, od 1652 nejvyšší zemský komorník Českého království.

## Smrt
Jeho předčasnou smrt pravděpodobně vyvolala tuberkulóza plic a hrtanu. Jako tuberkulózní abses ji označil Valdštejnův sluha Jan Zikmund Neschitz v dopisu kardinálu Arnoštovi z Harrachu 21. května 1656. Pohřeb se konal v kostele sv. Tomáše v Praze na Malé Straně, odkud bylo tělo roku 1657 přeneseno do Turnova.

## Rodina
Byl dvakrát ženat. První manželství s Filibertou di Madruzo († před červnem 1650) zůstalo pravděpodobně bezdětné. Z druhého sňatku, uzavřeného v Brně 10. října 1650 s Marií Eleonorou z Rottalu (1629 – 15. 5. 1655) vzešli tři synové:
- Ferdinand František, (4. 4. 1651 – 1667)
- Jan Maximilian, (5. 6. 1652 – 7. 1. 1668)
- Arnošt Josef, (7. 6. 1654 Praha – 28. 6. 1708 tamže), manželka Marie Anna Kokořovská z Kokořova (1651–1687), dědic a mimořádně schopný rozmnožitel panství

## Vyobrazení
Ferdinand Arnošt byl nejméně třikrát portrétován, dvakrát již v rámci mírových jednání. Portrétoval jej například rytec Elias Wittmann (Widemann), činný v Augsburgu a v Olomouci, dále antverpský malíř Pieter II. de Jode a posmrtně Václav Vavřinec Reiner na nástropní fresce sálu zámku v Duchcově.

### Devisa
Na portrétech je kromě rodového erbu také jeho osobní heslo, které znělo: VITIUM FUGERE VIRTUS EST. (Prchat před neřestí je ctnost.)